# キーリ (トールキン)
キーリ (Kíli) は『ホビットの冒険』の作中に登場するドワーフ。エレボール遠征へ向かった13人のドワーフの一人。フィーリとは兄弟であり、一行の中ではフィーリ共に一番若いとされているが『追補編』によればキーリが最も若いとされている。トーリンは伯父にあたる。青の頭巾を被り、銀のバンドをしている。五軍合戦でトーリンを庇い、討ち死にする。映画『ホビット』ではエイダン・ターナーが演じた。

## 映画『ホビット』
黒の頭髪で、髭は他のドワーフと比べて少ない。一行の中では背も高く最も若いが勇敢で偵察を務めることが多い。一方で無鉄砲でもあり、それは本人も自覚している。武器は剣と弓を使用する。原作よりも設定や描写が細かく、原作未登場である闇の森のエルフタウリエルとの恋愛が追加されている。
一行が樽に乗って闇の森のエルフ達から逃亡する際にオークの弓により脚を負傷したことで、トーリンらと共にはなれ山へは同行することができず、フィーリ、オイン、ボフールと共にエスガロスに残る。また彼の負傷が、結果的にタウリエルとレゴラスをはなれ山へと導くきっかけになる。